# Calyptotheca heteroavicularia
Calyptotheca heteroavicularia is een mosdiertjessoort uit de familie van de Lanceoporidae. De wetenschappelijke naam van de soort is voor het eerst geldig gepubliceerd in 1981 door Dumont.